# Tweede Oostenrijkse Restauratie
De Tweede Oostenrijkse Restauratie was de periode in de Belgische geschiedenis tussen de Franse bezetting (1792-1793) en de eigenlijke Franse periode (1794-1815). Het herstelde Habsburgse gezag daartussen duurde van maart 1793 tot juli 1794.

## Aanloop
In november 1792 waren de Franse troepen de Oostenrijkse Nederlanden binnengevallen en veroverden na de gewonnen Slag bij Jemappes in enkele weken tijd het volledige land. De komst van de Fransen werd bij een deel van de bevolking gezien als een bevrijding. In maart 1793 werden de veroverde gebieden formeel aangehecht bij de Franse Republiek, maar dit kende geen praktische uitwerking want op 18 maart 1793 werd het Franse leger verslagen door de Oostenrijkers in de Slag bij Neerwinden.

## Bestuur

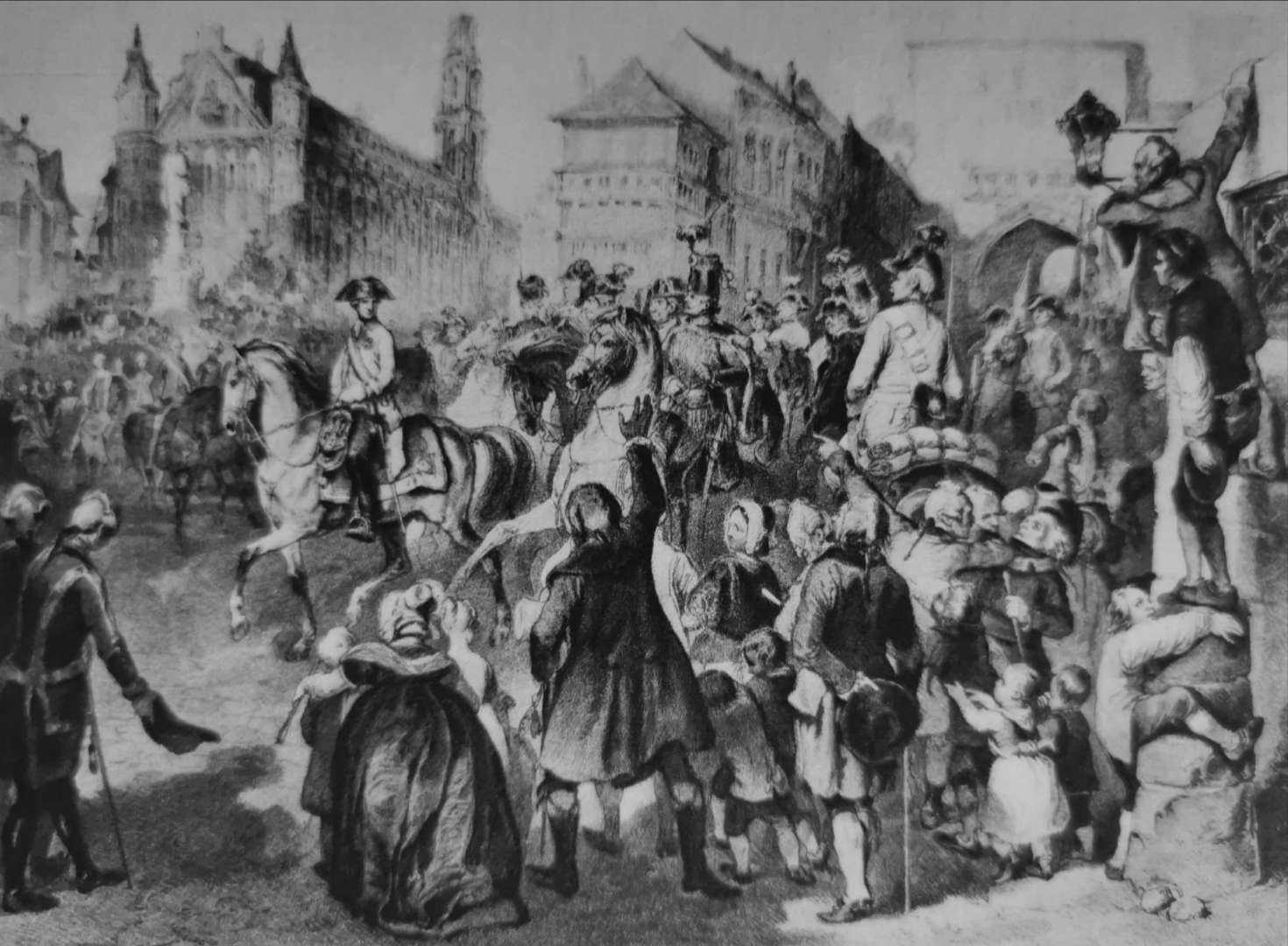
Intocht van Karel van Oostenrijk-Teschen in Brussel in 1793

In tegenstelling tot het vorige Oostenrijkse bestuur tijdens de Eerste Oostenrijkse Restauratie toonden de Oostenrijkers zich meer respectvol voor de plaatselijke tradities en gebruiken. Aartshertog Karel, de jongere broer van de Oostenrijkse keizer, verving Maria Christina en Albert Casimir als gouverneur-generaal en Metternich werd gevolmachtigd minister voor de Nederlanden. Door terug in de gunst van de bevolking te komen hoopten ze zo de nodige financiële middelen te verzekeren om de militaire strijd tegen Frankrijk te kunnen voeren.
De Universiteit van Leuven, door de vorige Oostenrijkse regering verbannen naar Brussel, kon terugkeren en herkreeg al haar vroegere privileges. Gesloten kloosters mochten heropend worden. Hierdoor kreeg het Oostenrijks bestuur het vertrouwen van de bisdommen die gewillig leningen voor de oorlogsinspanningen toestonden. De burgerij bleef echter wantrouwig tegenover de nieuwe regering in Brussel.

## Einde
In 1794 keerden de krijgskansen. Keizer Frans II bezocht in het voorjaar de Nederlanden om persoonlijk het leger te leiden. Hierbij liet hij zich op 9 april 1794 in Brussel installeren als hertog van Brabant. Eind mei verliet de keizer het land en op 26 juni 1794 werd het Oostenrijks-Zuid-Nederlandse leger verpletterend verslagen door de Fransen in de Slag bij Fleurus. De Fransen bezetten in de loop van juli de rest van het land en gedroegen zich deze keer als bezetters met plunderingen en het opleggen van oorlogsschattingen.